# کاکائوئیان
کاکائوئیان(نام علمی: Sterculiaceae)، تیره‌ای از پنیرک‌سانان درختی یا درختچه‌ای یا بالارونده یا علفی با حدود ۶۸ سرده و ۷۰۰ گونه است که در نواحی گرمسیری و نیمه‌گرمسیری می‌رویند؛ برگهایشان ساده یا مرکب یا دمبرگ‌دار با آرایش متناوب و حاشیه پهنک آنها دندانه‌دار یا کامل است و گلهایشان معمولاً منظم و گاهی نامنظم و معمولاً پنج‌پر است.

## سرده‌ها
- درخت بطری
- دانه کولا
- سیدالاشجار
- کلینهویا هسپیتا
- خرمالو
- اویار سلام